# Need for Speed: Shift
Need For Speed: Shift é o décimo terceiro jogo da franquia Need For Speed, da Electronic Arts. O jogo chegou às prateleiras dos Estados Unidos em 15 de setembro de 2009, junto com os outros NFS: Nitro. Shift é o primeiro jogo da franquia a ser desenvolvido por um estúdio externo, a Slightly Mad Studios, cujos empregados já trabalharam em simuladores de respeito como GTR 2 e GT Legends. O jogo faz parte do novo modelo da franquia NFS e tem semelhanças com a série NASCAR.
Em uma entrevista recente, o produtor Jesse Abney alegou que o jogo esteve em produção por mais de dois anos, e que o game trará uma 'experiência autêntica de piloto'. Uma das funções principais do jogo é a câmera do cockpit, que não aparecia em um Need For Speed desde Porsche Unleashed. A câmera do cockpit será livre, permitindo ao jogador 'mover a cabeça' do piloto, para poder ter uma visão melhor do espelho retrovisor, etc. Essa câmera também será afetada pela força G lateral. O jogo também trará um motor especial de contacto que, além de proporcionar danos reais, também provocará efeitos no condutor. Por exemplo, uma batida contra uma parede ou um carro adversário fará o condutor perder os sentidos, o que dificultará a visão e condução durante uns instantes, consoante a força do impacto.
A customização dos carros será permitida tanto dentro quanto fora do carro, assim como performance e visual. Mas, cada modificação terá efeito na hora de dirigir o carro. A customização será a mais profunda de todos os NFS, sendo permitido trocar pneus, ajustar o câmbio, etc, muito mais a fundo do que em jogos como ProStreet, outro jogo da franquia muito parecido com esse novo jogo. Marcas já garandidas são a Porsche, Pagani, BMW, Audi, Lotus e Ford.